# Tazawa
Tazawa (田沢湖; Tazawa-ko) je jezero v prefektuře Akita na severu ostrova Honšú v Japonsku. Má rozlohu 25,8 km². Jezero tvoří kaldera vyplněná vodou. Vodní hladina se nachází v nadmořské výšce 249 m. S maximální hloubkou 423,4 m se jedná o nejhlubší jezero v Japonsku. Díky své hloubce nikdy nezamrzá.

## Pobřeží
Délka pobřeží je 20 km.

## Kvalita vody
Kdysi se jezero pyšnilo průzračnou, křišťálově čistou vodou srovnatelnou s vodou jezera Mašú na ostrově  Hokkaidó. Ale poté, co byla v roce 1940 poblíž postavena přehradní hráz, vodní elektrárna a poté, co byly do jezera svedeny kyselé odpadní vody z místních lázní (onsen), ztratila jezerní voda svou průzračnost. Znečištění rovněž způsobilo vyhynutí místní ryby kunimasu (oncorhynchus nerka kawamurae).

## Okolí
V kopcích nad jezerem jsou velké a známé lázně s horkými prameny a také největší lyžařský areál v prefektuře Akita.